# Bendis nigrilunata
Bendis nigrilunata là một loài bướm đêm trong họ Noctuidae.